# 鳥島 (塞內加爾)

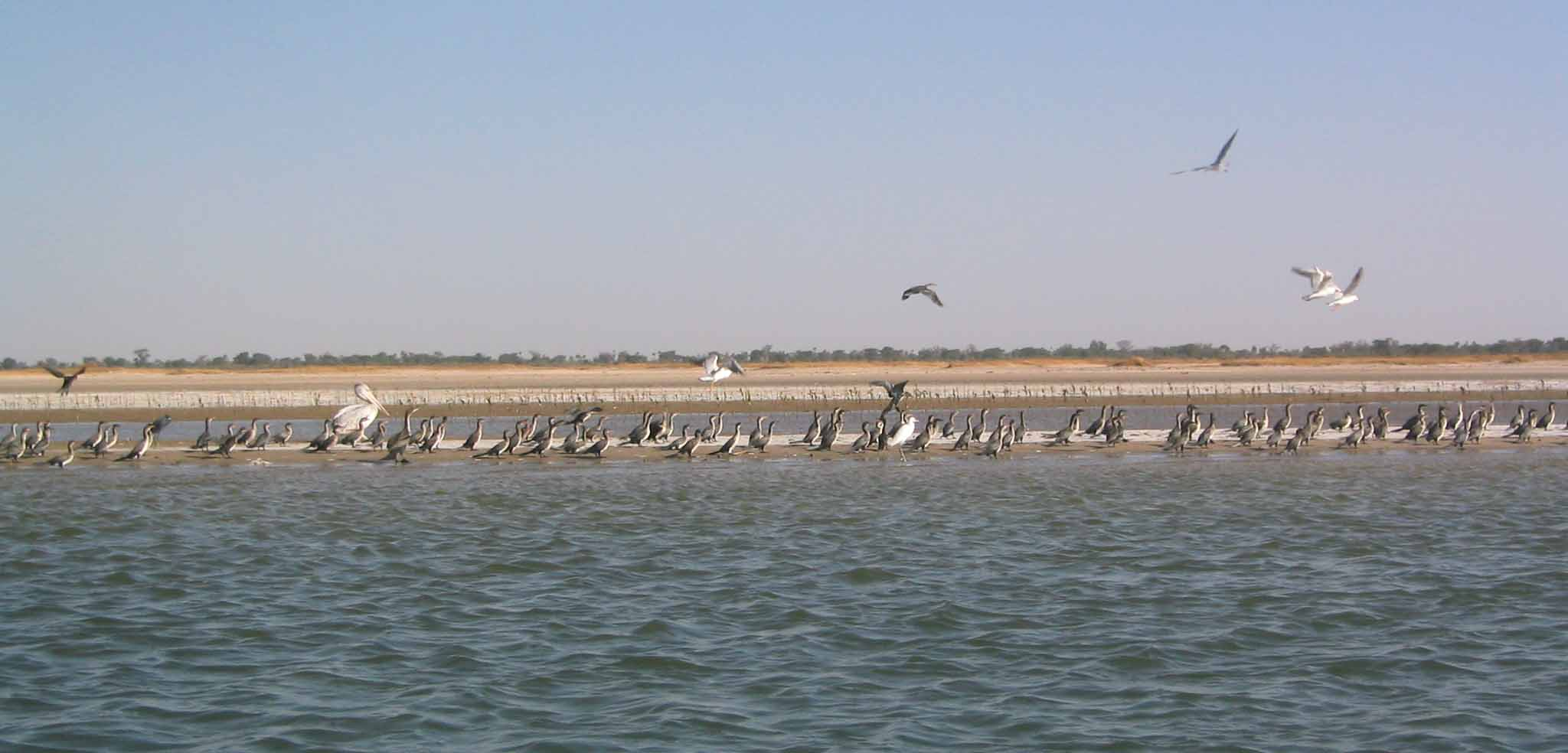

鳥島是西非國家塞內加爾的島嶼，位於大西洋海域，處於薩盧姆河三角洲，屬於薩盧姆三角洲國家公園的一部分，面積2.1平方公里，該島是多種海鳥的棲息地，島上無人居住。